# Форначе
Форначе (італ. Fornace, вен. Fornace) — муніципалітет в Італії, у регіоні Трентіно-Альто-Адідже,  провінція Тренто.
Форначе розташоване на відстані близько 480 км на північ від Рима, 10 км на північний схід від Тренто.
Населення — 1355 осіб (2014).

## Демографія
Населення за роками:

Станом на 1 січня 2023 року в муніципалітеті офіційно проживало 107 іноземців з 21 країни, серед них 16 громадян країн Євросоюзу та 9 громадян України.

## Сусідні муніципалітети
- Альб'яно
- Базельга-ді-Піне
- Чивеццано
- Лона-Лазес
- Перджине-Вальсугана